# 烏丸光雄
烏丸光雄（からすまる みつお、正保4年（1647年）3月12日 - 元禄3年（1690年）10月17日）は、江戸時代前期の公卿。

## 官歴
- 明暦2年（1656年）：従五位上、侍従
- 万治元年（1658年）：権右少弁
- 万治2年（1659年）：右少弁
- 万治3年（1660年）：正五位下、蔵人
- 寛文元年（1661年）：正五位上
- 寛文2年（1662年）：左少弁
- 寛文3年（1663年）：右中弁、正四位下、蔵人頭
- 寛文4年（1664年）：正四位上
- 寛文6年（1666年）：左中弁
- 寛文9年（1669年）：右大弁、参議
- 寛文10年（1670年）：従三位
- 延宝2年（1674年）：権中納言
- 延宝3年（1675年）：正三位
- 延宝5年（1677年）：賀茂伝奏
- 延宝8年（1680年）：従二位、神宮伝奏、踏歌節会外弁
- 天和元年（1681年）：権大納言

## 系譜
- 父：烏丸資慶
- 母：清閑寺共房の娘
- 子：烏丸宣定
- 子：勘解由小路韶光